# Jósika-palota
A Jósika-palota, más néven Lábasház Kolozsvár főterének nyugati oldalán álló klasszicista stílusú műemlék épület. A romániai műemlékek jegyzékében a CJ-II-m-B-07479 sorszámon szerepel.
A Lábasház nevet az első emeleti erkélyt tartó négy toszkán oszlop miatt kapta. A helyi diákvilágban a ház előtt való elhaladáshoz különböző babonák kapcsolódtak: csak adott irányban szabad elhaladni előtte, illetve vizsga előtt nem ajánlatos átmenni az oszlopok alatt.

## Története
A palota északi szárnyának helyén állt a Kakas-ház, amely a 16. században az erdélyi fejedelmek szállása volt. A hagyomány szerint 1594-ben ennek az ablakából nézte végig Báthory Zsigmond a törökpárti főurak kivégzését. Amikor a fejedelmi udvar a városba látogatott, a városi tanács ajtókat töretett a főtéri szomszédos házak tűzfalán, hogy összekösse az épületeket; levéltári adatok szerint ez történt a Jósika- és Rhédey-palotákkal is. A 16. század végén a Franciaországból menekült gazdag Zeller család lakott itt, a házat ennek a családnak a leányágán örökölték a Csákyak, majd báró Jósika János felesége, Csáky Rozália révén került a Jósika család birtokába.
A Jósika-palota eredetileg egyemeletes volt, majd 1828-ban Jósika János főkormányszéki elnök építtette rá a második emeletet. Az udvari szárnyat 1864–65-ben fia, Jósika Lajos guberniumi tanácsos építtette. Az első emeleten először a Nemzeti Kaszinó, majd az 1880-as évektől az Igazságügyi palota felépültéig a királyi ítélőtábla székelt, a földszinten pedig két szobában a Jósika család levéltárát helyezték el. Itt szervezte meg gróf keresztszegi Csáky Rozália 1824-ben a nincsteleneknek munkalehetőséget biztosító Kolozsvári Jóltevő Asszonyi Egyesületet. A 19. század végén az épület földszintjén a Wurscher-cukrászda működött.
A 20. század második felében itt kapott helyet az Orvostudományi Egyetem központi könyvtára.

## Leírása
Az eredetileg egyemeletes ház homlokzatát valószínűleg háromszögű oromzat zárta. A 19. században épített feltűnően alacsony második emeleten az 1960-as évekig két oroszlán által tartott Jósika-címer volt látható a jelenleg is meglevő 1828-as évszám felett. A bejárati kapu felett elhelyezkedő első emeleti erkélyt négy toszkán stílusú oszlop tartja. Ma az egyetlen lábasháza a városnak. Azért kapta nevét mégis tulajdonosáról, mert építése idején már két ilyen típusú ház is volt a Fő téren (a másik a tér északi oldalán állt, az úgynevezett Nagylábasház). Az egyenes párkányzatú klasszicista épületen a kisméretű sarokrizalitok és a kapu alatti lapos csehboltozat a késői barokk hatására utalnak.